# Leptocardii
Classe
Les Leptocardii, Leptocardiens en français, sont une classe d'animaux céphalocordés.

## Systématique
L’ITIS ne reconnaît pas cette classe et lui substitue l'ordre des Amphioxiformes.

## Liste des familles
Selon World Register of Marine Species (mars 2015), cette classe ne contiendrait qu'une seule famille actuellement, la famille des Branchiostomatidae, comprenant cinq genres :
- famille Branchiostomatidae Bonaparte, 1846
  - genre Amphioxides Gill, 1895
  - genre Asymmetron Andrews, 1893
  - genre Branchiostoma Costa, 1834
  - genre Epigonichthys Peters, 1876
  - genre Heteropleuron Kirkaldy, 1895